# Regiunea Militară de Est (Rusia)
Regiunea Militară Răsăriteană este un eșalon militar-administrativ al Forțelor Armate ale Federației Ruse. A fost înființat prin decret președințial în data de 20 septembrie 2010 și se compune din teritoriile fostei Regiuni Militare a Extremului Orient și ale fostei Regiuni Militare Siberiene. Comandamentul regiunii este în orașul Habarovsk.

## Ordinea de bătaie

### Armata a 29-a
Comandamentul armatei este în orașul Chita din Transbaikalia.
- Brigada 36 motorizată Lozovscaia
- Baza 225 de reparații și depozitare a tehnicii de luptă

### Armata a 36-a
Comandamentul armatei este în orașul Ulan-Ude din Buriatia.
- Brigada 5 tancuri de gardă Taținskaia
- Brigada 37 motorizată de gardă Donskaia-Budapeștskaia
- Baza 227 de reparații și depozitare a tehnicii de luptă

### Armata a 5-a
Comandamentul armatei este în orașul Ussurii din regiunea Primorie.
- Brigada 214 artilerie (brigadă de cadre) (tunul-obuzier de 152 mm D-20, autotunul de 152mm 2S5 Giatsint-S)
- Brigada 305 artilerie (aruncătoare cu reacție Uragan, autotunul de 152mm 2S5 Giatsint-S, tunul antitanc de 100 mm T-12,

racheta antitanc 9K114 Șturm-S)
- Brigada 338 artilerie cu reacție de gardă Dvinskaia-Nevskaia (aruncătoare cu reacție Uragan)
- Brigada 57 motorizată de gardă Krasnogradskaia
- Brigada 59 motorizată
- Brigada 60 motorizată
- Brigada 70 motorizată de gardă Duhovșino-Hinganskaia
- Baza 237 de reparații și depozitare a tehnicii de luptă
- Baza 245 de reparații și depozitare a tehnicii de luptă
- Baza 247 de reparații și depozitare a tehnicii de luptă
- Brigada 20 rachete de gardă (racheta tactic-operativă OTR-21 Tocica, Р-145BМ)

### Armata a 35-a
Sediul armatei este în orașul Belogorsk din regiunea Amur.
- Brigada 38 motorizată de gardă Vitebsk
- Brigada 107 rachete
- Brigada 165 artilerie (aruncătoare Uragan, autoobuzier de 152 mm Msta-B, racheta antitanc 9K114 Șturm-S, tunul antitanc de 100 mm T-12)
- Brigada 39 motorizată
- Centrul 546 topogeodezic
- Brigada 64 motorizată
- Brigada 69 de acoperire, de cazaci de Amur, Svirsko-Pomeraniană
- Baza 240 de reparații și depozitare a tehnicii de luptă
- Baza 243 de reparații și depozitare a tehnicii de luptă
- Baza 261 de reparații și depozitare a tehnicii de luptă
- Brigada 54 administrație

- Regimentul 54 transmisiuni independent

### Unități de regiune
- Brigada 14 cu scop special
- Brigada 11 parașutare-asalt
- Brigada 83 parașutare-asalt